# Лежимир
Лежимир је насеље у општини Сремска Митровица, у Сремском округу, у Србији. Према попису из 2022. било је 555 становника.

## Историја
Место је 1885. године било у склопу Ердевичког изборног среза са својих 1146 душа.

## Демографија
У насељу Лежимир живи 781 пунолетни становник, а просечна старост становништва износи 42,8 година (41,4 код мушкараца и 44,2 код жена). У насељу има 363 домаћинства, а просечан број чланова по домаћинству је 2,61.
Ово насеље је великим делом насељено Србима (према попису из 2002. године).
|  |

| Демографија | Демографија | Демографија |
| Година      | Становника  | Становника  |
| ----------- | ----------- | ----------- |
| 1900.       | 1.798       |             |
| 1910.       | 1.854       |             |
| 1921.       | 1.832       |             |
| 1931.       | 2.041       |             |
| 1948.       | 1.141       |             |
| 1953.       | 1.152       |             |
| 1961.       | 1.128       |             |
| 1971.       | 1.127       |             |
| 1981.       | 1.006       |             |
| 1991.       | 913         | 892         |
| 2002.       | 947         | 979         |

| Етнички састав према попису из 2002.‍ | Етнички састав према попису из 2002.‍ | Етнички састав према попису из 2002.‍ | Етнички састав према попису из 2002.‍ | Етнички састав према попису из 2002.‍ |
| ------------------------------------ | ------------------------------------ | ------------------------------------ | ------------------------------------ | ------------------------------------ |
|                                      |                                      |                                      |                                      |                                      |
| Срби                                 | Срби                                 |                                      | 929                                  | 98,09%                               |
| Црногорци                            | Црногорци                            |                                      | 4                                    | 0,42%                                |
| Југословени                          | Југословени                          |                                      | 4                                    | 0,42%                                |
| Хрвати                               | Хрвати                               |                                      | 2                                    | 0,21%                                |
| Украјинци                            | Украјинци                            |                                      | 2                                    | 0,21%                                |
| Словенци                             | Словенци                             |                                      | 1                                    | 0,10%                                |
| Словаци                              | Словаци                              |                                      | 1                                    | 0,10%                                |
| непознато                            | непознато                            |                                      | 1                                    | 0,10%                                |

| Година пописа     | 1948. | 1953. | 1961. | 1971. | 1981. | 1991. | 2002. |
| ----------------- | ----- | ----- | ----- | ----- | ----- | ----- | ----- |
| Број домаћинстава | 327   | 336   | 334   | 361   | 344   | 352   | 363   |

| Број чланова      | 1  | 2   | 3  | 4  | 5  | 6  | 7 | 8 | 9 | 10 и више | Просек |
| ----------------- | -- | --- | -- | -- | -- | -- | - | - | - | --------- | ------ |
| Број домаћинстава | 98 | 109 | 62 | 58 | 17 | 12 | 2 | 3 | 2 | 0         | 2,61   |

| Пол    | Укупно | Неожењен/Неудата | Ожењен/Удата | Удовац/Удовица | Разведен/Разведена | Непознато |
| ------ | ------ | ---------------- | ------------ | -------------- | ------------------ | --------- |
| Мушки  | 412    | 130              | 240          | 28             | 12                 | 2         |
| Женски | 399    | 70               | 234          | 79             | 15                 | 1         |
| УКУПНО | 811    | 200              | 474          | 107            | 27                 | 3         |

| Пол    | Укупно                    | Пољопривреда, лов и шумарство | Рибарство                            | Вађење руде и камена | Прерађивачка индустрија       |
| ------ | ------------------------- | ----------------------------- | ------------------------------------ | -------------------- | ----------------------------- |
| Мушки  | 241                       | 142                           | 0                                    | 1                    | 26                            |
| Женски | 92                        | 67                            | 0                                    | 0                    | 0                             |
| УКУПНО | 333                       | 209                           | 0                                    | 1                    | 26                            |
| Пол    | Производња и снабдевање   | Грађевинарство                | Трговина                             | Хотели и ресторани   | Саобраћај, складиштење и везе |
| Мушки  | 1                         | 9                             | 7                                    | 6                    | 9                             |
| Женски | 0                         | 0                             | 7                                    | 7                    | 0                             |
| УКУПНО | 1                         | 9                             | 14                                   | 13                   | 9                             |
| Пол    | Финансијско посредовање   | Некретнине                    | Државна управа и одбрана             | Образовање           | Здравствени и социјални рад   |
| Мушки  | 0                         | 1                             | 10                                   | 1                    | 0                             |
| Женски | 1                         | 0                             | 0                                    | 2                    | 2                             |
| УКУПНО | 1                         | 1                             | 10                                   | 3                    | 2                             |
| Пол    | Остале услужне активности | Приватна домаћинства          | Екстериторијалне организације и тела | Непознато            | Непознато                     |
| Мушки  | 15                        | 0                             | 0                                    | 13                   | 13                            |
| Женски | 4                         | 0                             | 0                                    | 2                    | 2                             |
| УКУПНО | 19                        | 0                             | 0                                    | 15                   | 15                            |

## Знаменитости
- Српска православна црква Светог Георгија, велики значај;
- Стара сеоска кућа у Лежимиру, у којој се родио Глигорије Возаревић, велики значај;
- Споменик НОБ-у у Лежимиру

## Збирка слика
- средиште села